# 681 (szám)
A 681 (római számmal: DCLXXXI) egy természetes szám, félprím, a 3 és a 227 szorzata.

## A szám a matematikában
A tízes számrendszerbeli 681-es a kettes számrendszerben 1010101001, a nyolcas számrendszerben 1251, a tizenhatos számrendszerben 2A9 alakban írható fel.
A 681 páratlan szám, összetett szám, azon belül félprím, kanonikus alakban a 31 · 2271 szorzattal, normálalakban a 6,81 · 102 szorzattal írható fel. Négy osztója van a természetes számok halmazán, ezek növekvő sorrendben: 1, 3, 227 és 681.
Középpontos ötszögszám.
A 681 négyzete 463 761, köbe 315 821 241, négyzetgyöke 26,09598, köbgyöke 8,79797, reciproka 0,0014684. A 681 egység sugarú kör kerülete 4278,84919 egység, területe 1 456 948,151 területegység; a 681 egység sugarú gömb térfogata 1 322 908 920,8 térfogategység.